# Бридоре
Бридоре (фр. Bridoré) је насељено место у Француској у региону Центар, у департману Ендр и Лоара.
По подацима из 2011. године у општини је живело 545 становника, а густина насељености је износила 37,48 становника/km².

## Демографија
| 1962. | 1968. | 1975. | 1982. | 1990. | 2011. |
| ----- | ----- | ----- | ----- | ----- | ----- |
| 370   | 373   | 363   | 426   | 461   | 545   |